# Euproserpinus mojave
Euproserpinus mojave är en fjärilsart som beskrevs av Comstock 1938. Euproserpinus mojave ingår i släktet Euproserpinus och familjen svärmare. Inga underarter finns listade i Catalogue of Life.